# أستراليا المفتوحة 1973
هنا قائمة ببطولات أستراليا المفتوحة لسنة 1973:

## الكبار

### فردي رجال
جون نيوكومب () هزم أوني بارون (), 6-3, 6-7, 7-5, 6-1

### فردي سيدات
مارغريت كورت () هزم إيفون غولاغونغ (), 6-4, 7-5